# Christine Wagner (Fußballspielerin)
Christine Wagner (* 20. April 1979) ist eine ehemalige deutsche Fußballspielerin.

## Karriere
Die 160 cm große Wagner absolvierte von 1994 bis 1996 25 Spiele (2 Tore) für den TuS Wörrstadt in der zweigleisigen Frauen-Bundesliga. Mindestens von 2003 bis 2006 gehörte sie dem 1. FFC Frankfurt II an, für den sie ihre erste Saison in der seinerzeit zweitklassigen Regionalliga Süd, danach in der neugeschaffenen  2. Bundesliga Süd als Stürmerin spielte. Während dieser Zeit kam sie für Frankfurts erste Mannschaft in zwei Punktspielen in Bundesliga zum Einsatz. 
Im weiteren Verlauf ihrer Karriere kam sie in der Saison 2008/09 wiederum für den TuS Wörrstadt zum Einsatz und trug zur Meisterschaft in der drittklassigen Regionalliga Südwest bei.

## Erfolge
- Meister Regionalliga Südwest 2009